# クラーク・アシュトン・スミス
クラーク・アシュトン・スミス（Clark Ashton Smith,1893年1月13日 - 1961年8月14日）は、アメリカ合衆国カリフォルニア州生まれの詩人、小説家。精緻な文体による幻想的な作風が特徴で、超未来の大陸ゾティーク（Zothique）や超古代の大陸ハイパーボリア（Hyperborea）を舞台にした連作短編シリーズが有名。絵画や彫刻にも手を染めた。

## 経歴
カリフォルニア州のプレサー郡ロングバレーの母の実家で生まれる。父はイギリスから金鉱を探しに来ていて、母は地元の農家の娘であったが、1907年にボウルダーリッジに転居する。スミスは幼少時は体が弱く、読書を好み、11歳頃からアンデルセン童話集を手本に童話を書き始め、やがて『千夜一夜物語』やキップリングの影響で小説を書くようになる。その後ポーや英訳された『ルバイヤート』に触れて詩作に取り組み、カリフォルニア在住の詩人ジョージ・スターリングに特に感化を受けた。この時期、ラテン語を独学で習得し、またウェブスター辞書やブリタニカを通読するなどして、文体の訓練に励んだ。またウィリアム・トマス・ベックフォード『ヴァセック(Vathek)』を愛読していた。
1910年に地元紙『オーバーン・ジャーナル』に詩が売れて、同年から1912年にかけて、東洋を舞台にした4編の短編小説が『オウヴァーランド・マンスリー』『ブラック・キャット』各誌に掲載された。これにより招待された婦人クラブを通じてスターリングに紹介され、詩作について助言を得るようになる。さらにバウトウェル・ダンラップによりサンフランシスコ、次いで東海岸にも紹介される。この1912年に最初の詩集『星を踏み歩くもの (Star-Treader and Other Poems)』を出版。その後は両親の農作業を手伝いながら詩作を続け、1918年頃から絵画も描き始める。1918年に第二詩集『頌と十四行詩(Odes and Sonnets)』、1922年、25年に第三、第四詩集を出版。1922年に、スミスの詩を読んだハワード・フィリップス・ラヴクラフトから手紙が届き、文通が始まり、1923年にラヴクラフトの「潜み住む恐怖」が連載されたときには挿絵を提供した。1923年に創刊された『ウィアード・テイルズ』（以下WT）誌の7・8月合併号にスミスの詩「邪悪の園」が掲載され、ラヴクラフトとともに同誌の人気作家となっていく。1923年4月から26年1月まで『オーバーン・ジャーナル』誌でコラムを連載して、収入も安定した。
ラブクラフトの薦めで幻想小説を書くようになり、1925年に最初の作品『ヨンドの魔物たち』を執筆。1929年以降に精力的に幻想小説を執筆し始め、1935年までにWTを中心に、『アメージング・デテクティヴ・テイルズ』『ワンダー・ストーリーズ』などのパルプ・マガジンに約80編の作品を発表。後年にはラヴクラフト、ロバート・E・ハワードと並んで、WT黄金時代を築いた御三家と称される。
1937年にラヴクラフトと父が相次いで亡くなった頃を機に小説の執筆は減り、代わって1934年頃始めた彫刻に熱を入れ始め、約200の作品を作った。彫刻作品には、ハイパーボリアやゾティークの世界と結びついたものもあったが、絵画や彫刻は商業的に成功することはなかった。1942年にはオーガスト・ダーレスの手によって最初の短編集『時空の外に (Out of Space and Time)』をアーカムハウスから出版。同社からは短編集4冊と詩集2冊が出版された。
1954年に結婚してパシフィック・グローブに移り、庭師として働きながら絵や彫刻にいそしみ、詩や小説の執筆は無くなる。1961年に死去。遺された文書はブラウン大学のジョン・ヘイ図書館に寄贈された。
2015年に、第15回コードウェイナー・スミス再発見賞を贈られた。

## 作品
シリーズとして、超未来の大陸ゾティーク、ギリシア神話を基にした古代の大陸ハイパーボリア、アトランティス（ポセイドニス）もの、中世フランスを舞台にするアヴェロワーニュなどがあり、他にムー大陸やレムリアを扱った作品もある。シリーズの作品数は、ゾティークが16、ハイパーボリアが10、アヴェロワーニュが11。1929年9月からの4か月に、アトランティス連作の第一作『最後の呪文』、アヴェロワーニュの第一作「物語の結末」、ハイパーボリアの第一作『サタムプラ・ゼイロスの物語』が書かれている。この頃から「黒の書 (The Black Book)」と呼ばれる黒革の手帳に小説の構想や覚書を書きとめていたことが知られており、1979年に翻刻された。日本では2020年に部数限定で刊行された。
1950年代になってダイジェストサイズの雑誌でスミスの作品が再録されるようになり、スミスの名文家としての名声は高まった。ラブクラフトやハワードとの親交も厚く相互に影響があり、幾つかの作品はクトゥルフ神話である。ベックフォードの影響による、性愛を基調とする極めて視覚的な耽美世界を創出した。
邦訳は、2009年から2011年にかけて創元推理文庫から代表3シリーズが刊行された。それ以外は短編集や短編がバラバラで、網羅度が低い。

### 詩集
- 『星を踏み歩くもの』Star-Treader and Other Poems、1912年
- 『頌と十四行誌』Odes and Sonnets、1918年
- 『黒檀と水晶』Ebony and Crystal、1922年（自費出版）
- 『白檀』Sandalwood、1925年（自費出版）

### 小説
短編集
- 時空の外に Out of Space and Time 1942年
- 呪われし地 Genius Loci and Other Tales 1948年（国書刊行会、1986年、訳：小倉多加志）
- 魔術師の帝国（創土社、1974年、訳：蜂谷昭雄）
- アトランティスの呪い（ポプラ社、1985年、訳：榎林哲）
- イルーニュの巨人 The Colossus of Ylourgne（東京創元社、1986年、訳：井辻朱美）
- 魔界王国（朝日ソノラマ、1986年、訳：柿沼瑛子）
- ゾティーク幻妖怪異譚（東京創元社、2009年、訳：大瀧啓裕）
- ヒュペルボレオス極北神怪譚（東京創元社、2011年、訳：大瀧啓裕）
- アヴェロワーニュ妖魅浪漫譚（東京創元社、2011年、訳：大瀧啓裕）
- 魔術師の帝国1 ゾシーク篇（書苑新社・アトリエサード、2017年、編・訳：安田均、訳：荒俣宏、鏡明）
- 魔術師の帝国2 ハイパーボリア篇（書苑新社・アトリエサード、2017年、編・訳：安田均、訳：広田耕三、山田修）
- 魔術師の帝国3 アヴェロワーニュ篇（書苑新社・アトリエサード、2020年、編・訳：安田均、訳：柿沼瑛子、笠井道子、田村美佐子、柘植めぐみ）

青心社『暗黒神話大系クトゥルー』収録
- The Hunters from Beyond「彼方からのもの」
- The Return of the Sorcerer「妖術師の帰還」
- Ubbo-Sathla「ウボ＝サスラ」
- The Seven Geases「七つの呪い」
- The Door to Saturn「魔道士エイボン」
- The Testament of Athammaus「アタマウスの遺言」
- The Tale of Satampra Zeiros「サタムプラ・ゼイロスの物語」

### その他
- 黑の書（念黝之神根院書局、2020年、限定150部）